# Oribatella bulanovae
Oribatella bulanovae är en kvalsterart som beskrevs av Kulijev 1967. Oribatella bulanovae ingår i släktet Oribatella och familjen Oribatellidae. Inga underarter finns listade i Catalogue of Life.